# Шоуто на Канала
Шоуто на Канала е българско сатирично телевизионно предаване, излъчвано по БНТ 1 от 2007 г. до 2018 г. Излъчва се всяка събота от 20:45 ч., след централните новини.

## История
Шоуто на Канала е изградено върху платформата на комедийните предавания Ку-ку и Каналето. Предаването отразява в хумористичен стил политическите и обществените събития през изминалата седмица, като комбинира политическа сатира, пародия на ТВ формати, скечове, песни-кавъри със смешен текст, стенд-ъп похвати, смешни новини, празнични концерти. Главните актьори в предаването са Тончо Токмакчиев, Ани Михайлова, Стефан Щерев – Чечо, Иван Григоров, Камен Воденичаров и Володя Караганов. Мартина Вачкова и Георги Мамалев периодично също участват в Шоуто на Канала.

## Музикален съпровод
При записите на предаването освен актьорския състав участва и музикална група. Група П.И.Ф. е бендът в предаването от 2007 до 2011 г. След това до спирането му за живата музика отговаря музикалната група ГерасимOff ВИС.

### Състав на ГерасимOff ВИС
- Георги Красимиров – Герасим – йоника
- Кирил Петров – ударни
- Димитър Сираков – бас китара
- Мартина Иванова – вокал, китара
- Христо Младенов – вокал